# Cofradía de la Macarena (Santa Cruz de Tenerife)
La Real Cofradía de Nuestro Padre Jesús Cautivo y María Santísima de la Esperanza Macarena es una cofradía de culto católico que tiene su sede canónica en la Iglesia Matriz de la Concepción de la ciudad de Santa Cruz de Tenerife, en la comunidad autónoma de Canarias (España).
Tiene como titulares a Nuestro Padre Jesús Cautivo y a María Santísima de la Esperanza Macarena, con las que participa en la Semana Santa en Santa Cruz de Tenerife, realizando su estación de penitencia la noche de Jueves Santo y también desfilando el Viernes Santo en la Procesión Magna.

## Historia
Fue fundada el 27 de marzo de 1959 por un pequeño grupo de andaluces radicados en la ciudad, encabezados por el capitán de infantería José Rubio Gallardo. La fundación estuvo motivada por la devoción que profesaban a la imagen de María Santísima de la Esperanza Macarena que venera la Hermandad de la Esperanza Macarena de Sevilla, siendo su primitiva denominación la de Venerable Archicofradía de Penitencia del Santísimo Cristo de la Buena Muerte y María Santísima de la Esperanza Macarena, y su sede canónica la Iglesia de Santo Domingo de Guzmán, en el barrio de la Victoria. Desde sus inicios fue conocida popularmente como la "Cofradía de los Andaluces".
En su primera junta general concedió el título de hermano mayor de honor al Regimiento de Infantería Ligera (Tenerife 49), el de mayordomo mayor de honor al Tercio Don Juan de Austria (3º de la Legión Española) y el de camarero perpetuo de honor al capitán general de Canarias. Posteriormente trasladó su sede a la Iglesia de San Alfonso María de Ligorio, en el barrio de Los Gladiolos, y finalmente a su parroquia actual, la Iglesia Matriz de la Concepción. La cofradía modificó su advocación, adquiriendo la de Nuestro Padre Jesús Cautivo en memoria de la imagen homónima, que venera la Cofradía del Cautivo de Málaga. El 5 de abril de 2025 la banda de guerra  2  de la Brigada 'Canarias XVI' es nombrada mayordomo de honor de Ntro Padre Jesús Cautivo. 
La cofradía fue aceptada filial de la Hermandad de la Macarena de Sevilla el 6 de agosto de 1985, y desde el año 1988 ostenta el título de Real, tras ser recibidos los Reyes de España como hermanos mayores honorarios de la cofradía.
En el año 2009 la hermandad celebró las bodas de oro de la constitución de su cofradía, para lo cual se realizó una procesión extraordinaria en el mes de octubre con sus imágenes titulares.
La Cofradía de la Macarena se encuentra hermanada con la Real e Ilustre Hermandad y Cofradía de Nazarenos de Nuestro Padre Jesús de la Salud y María Santísima de la Esperanza de Vegueta, sita en Las Palmas de Gran Canaria. Esto se debe a que ambas corporaciones representan las hermandades de corte sevillano más importantes de ambas capitales canarias.

## Estación de penitencia
Participa en la Semana Santa de Santa Cruz de Tenerife realizando la estación de penitencia con sus titulares en la noche de Jueves Santo, con destino la Iglesia de San Francisco de Asís.
En medio de capirotes, túnicas y varas de mando, muchos de los fieles y otros tantos que acuden como espectadores esperan la salida de Jesús Cautivo, para recrearse en los sones de los "Caballeros Legionarios", conocidos por algunos como "El novio de la muerte". También acapara especial atención cuando los costaleros "bailan" a La Macarena a su salida de La Concepción o en la parroquia de San Francisco, donde se celebra uno de los actos más esperados, entre el fervor de los presentes, el particular encuentro entre los dos pasos.
Desde 2012 la imagen del Cautivo también procesiona el Viernes Santo en la Procesión Magna Interparroquial, acompañado de su cofradía y de otras imágenes de la Semana Santa de Santa Cruz de Tenerife.

## Imágenes titulares

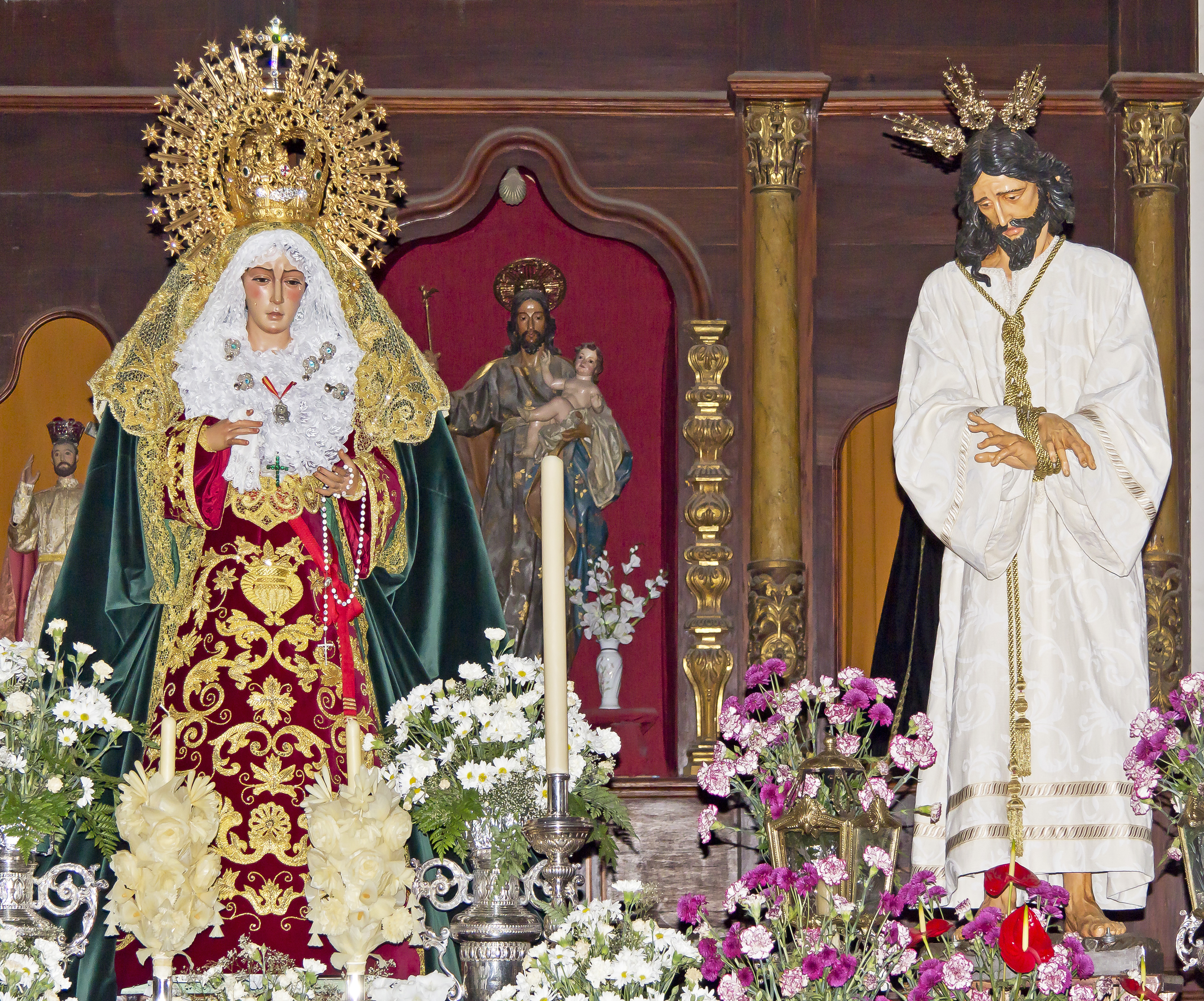
Imágenes de Nuestro Padre Jesús Cautivo y María Santísima de la Esperanza Macarena.

La cofradía tiene como titulares a Nuestro Padre Jesús Cautivo y a María Santísima de la Esperanza Macarena, que se custodian en un mismo retablo, ubicado en uno de los laterales de la iglesia. Este altar es el más visitado por los fieles que acuden cada día a su iglesia.

### Jesús Cautivo
La imagen de Nuestro Padre Jesús Cautivo es obra del escultor sevillano Juan Delgado Martín-Prat, quien lo realizara en 1999. Está representado atado y flagelado, generalmente lleva una túnica morada, aunque también es muy popular la túnica blanca. La imagen aparece coronada con las tres potencias sobre su cabeza. 
El paso es portado únicamente por mujeres, siendo la primera cofradía de Canarias con esta peculiaridad. En la actualidad son 28 las mujeres costaleras que llevan sobre sus hombros más de 800 kilos durante casi cuatro horas.

### Esperanza Macarena
La imagen de María Santísima de la Esperanza Macarena de Santa Cruz de Tenerife fue realizada por el granadino Antonio Giménez Martínez en 1959.
Durante la estación de penitencia, el paso de palio de la Virgen es portado por 28 costaleros. La imagen es una réplica de la afamada Esperanza Macarena de Sevilla, siendo fruto de la devoción universal que recibe esta advocación.